# Chevrolet Traverse
Chevrolet Traverse — повнорозмірний семи-або восьми-місний кросовер від Chevrolet.

## Перше покоління (2008—2017)

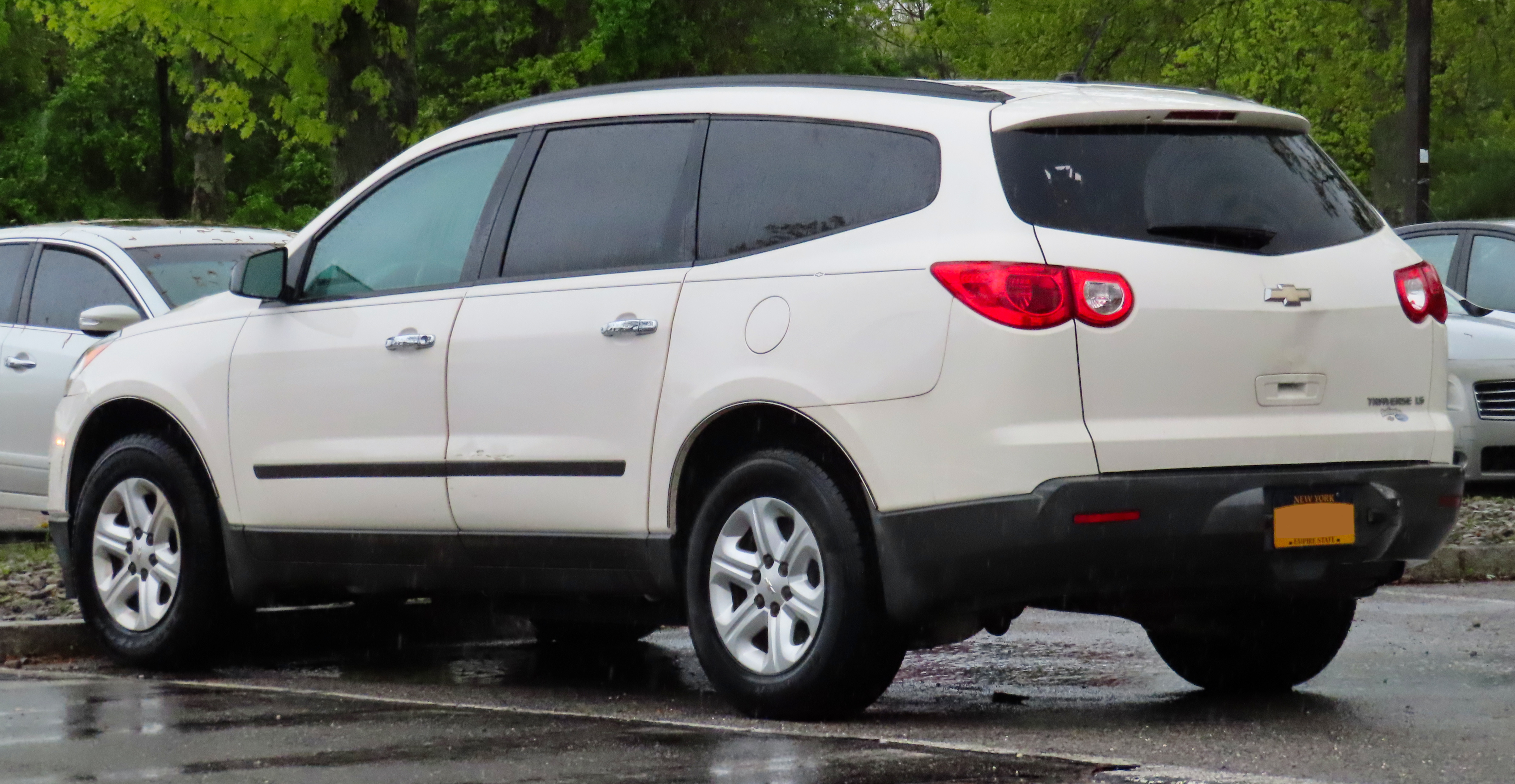
Chevrolet Traverse LT (2008-2013)

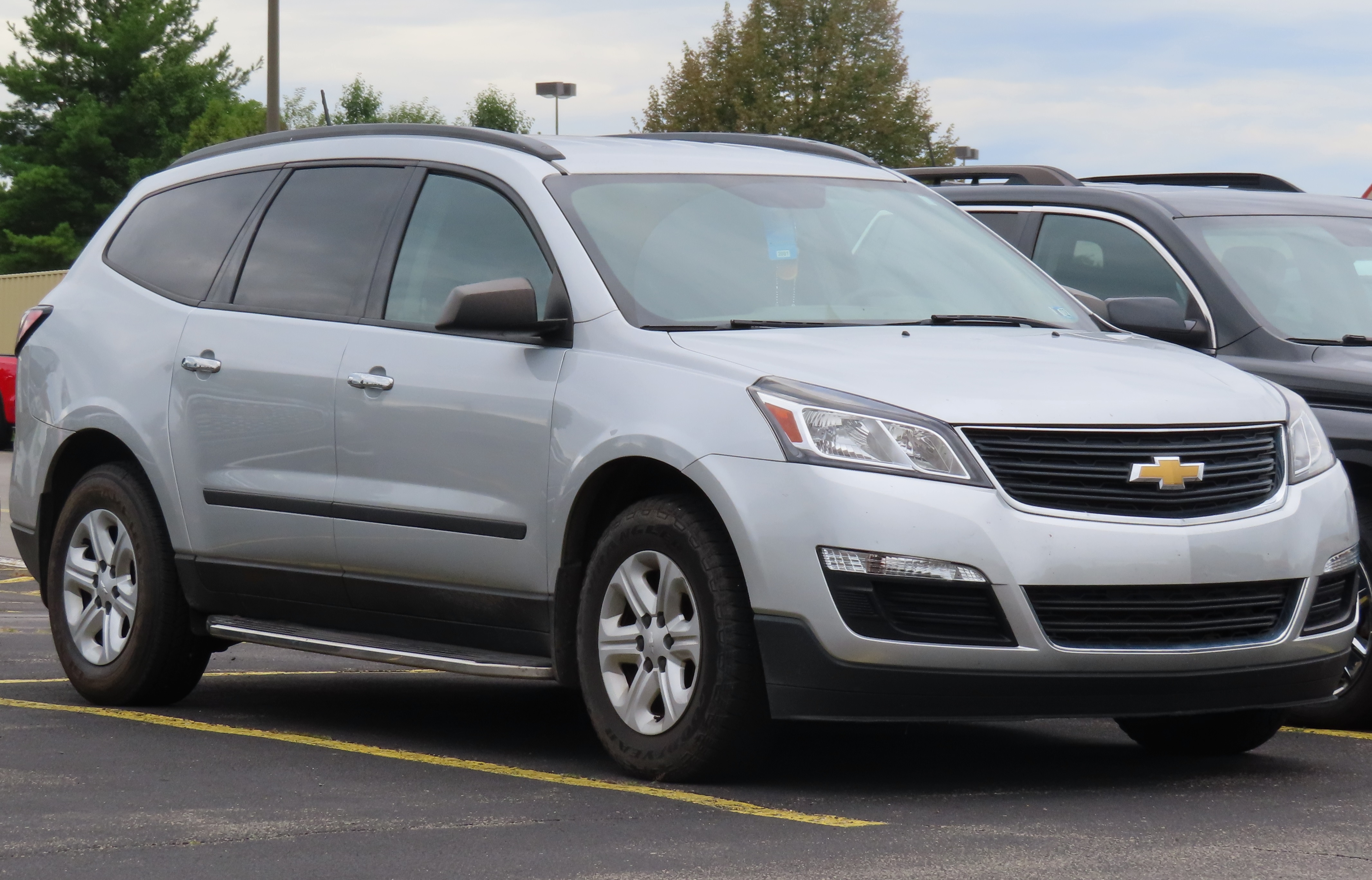
Chevrolet Traverse LT (2013-2017)

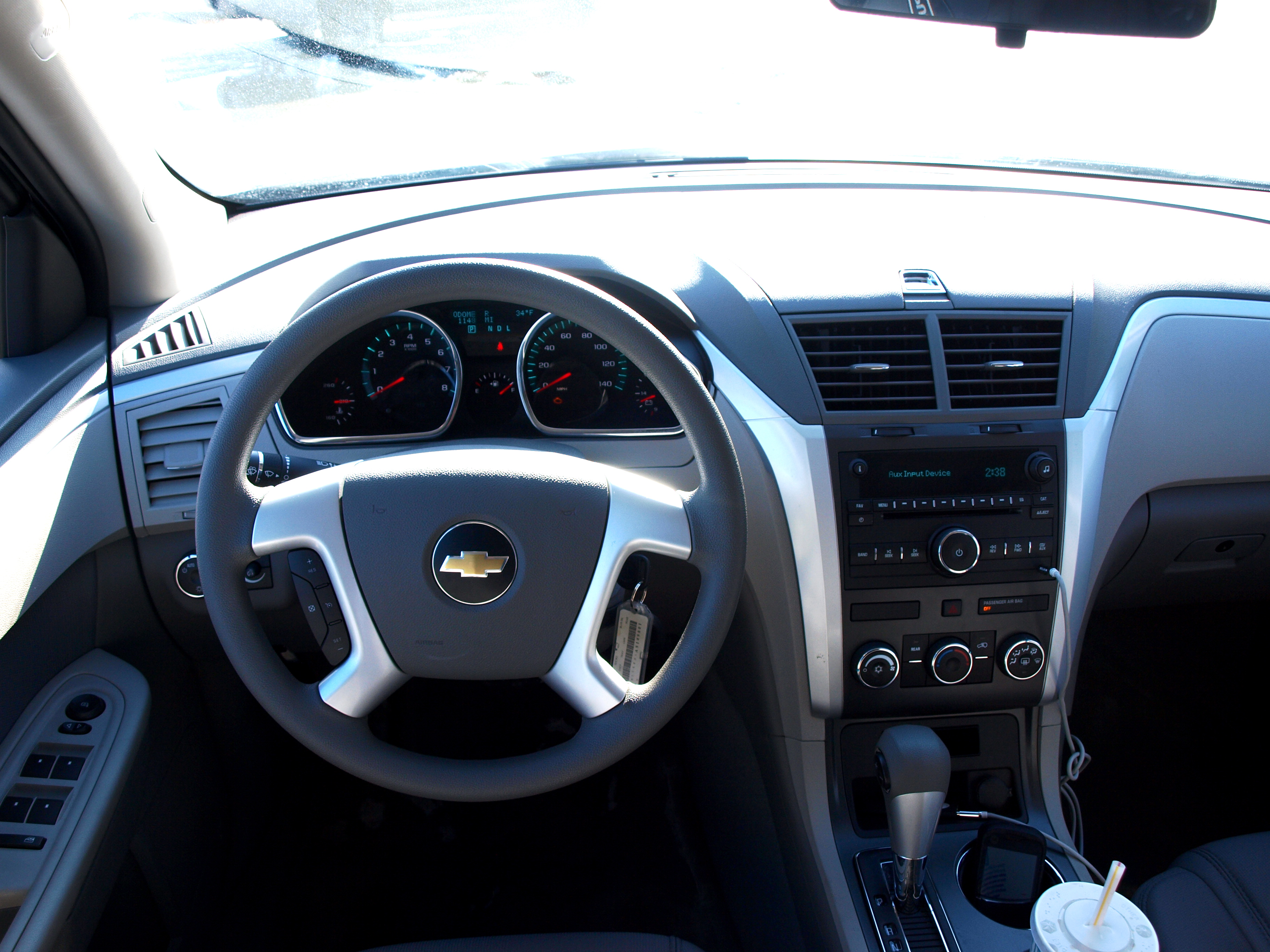

Вперше був представлений на Чиказькому автосалоні в 2008 році, в продажу надійшов у жовтні того-ж року. Він є наступником мінівена Uplander та позашляховика TrailBlazer . До 2009 року виготовлявся на заводі в Спрінг Хілл, Теннессі, однак після виробництво почали в асамблеї Лансінг Дельта, Мічиган, спільно з іншими одноплатформенниками GMC Acadia, Buick Enclave, крім Saturn Outlook - у зв'язку зі скасуванням підрозділу Saturn.
Кузов автомобіля обшивається унікальним листовим металом, відмінним від інших кросоверів платформи Lambda, за винятком дверей.
Автомобіль має 4 комплектації — LS, 1LT, 2LT, LTZ та єдиний бензиновий двигун V6 3,6 л потужністю 281-288 к.с., крутним моментом 361-366 Нм, що працює з 6-ст автоматичною коробкою передач 6T75. Автомобіль в комплектації LTZ, на відміну від інших, обладнується двигуном з подвійною системою вихлопу і тому розвиває більшу потужність і крутний момент.

### Оновлення 2013
Оновлений Traverse був представлений в 2012 році на Автосалоні в Нью-Йорку. Автомобіль отримав нову решітку радіатора і передній бампер, оновлені задні двері і задні фари, схожі з фарами від Chevrolet Camaro + оновлені колісні диски. Однак технічна начинка не піддалася змінам. Перші фотографії з'явилися 28 березня 2012 року. Очікується, що автомобіль отримає сенсорний екран і аудіосистему MyLink, а також обробку під дерево. Всі комплектації отримають тканинну або шкіряну обробку сидінь, передній або повний привід. Комплектації 2LT і 1LTZ в стандартному виконанні отримають аудіосистему Bose.

### Двигуни
- 3.6 л LLT V6 281-288 к.с. 361-366 Нм

## Друге покоління (2017—2025)

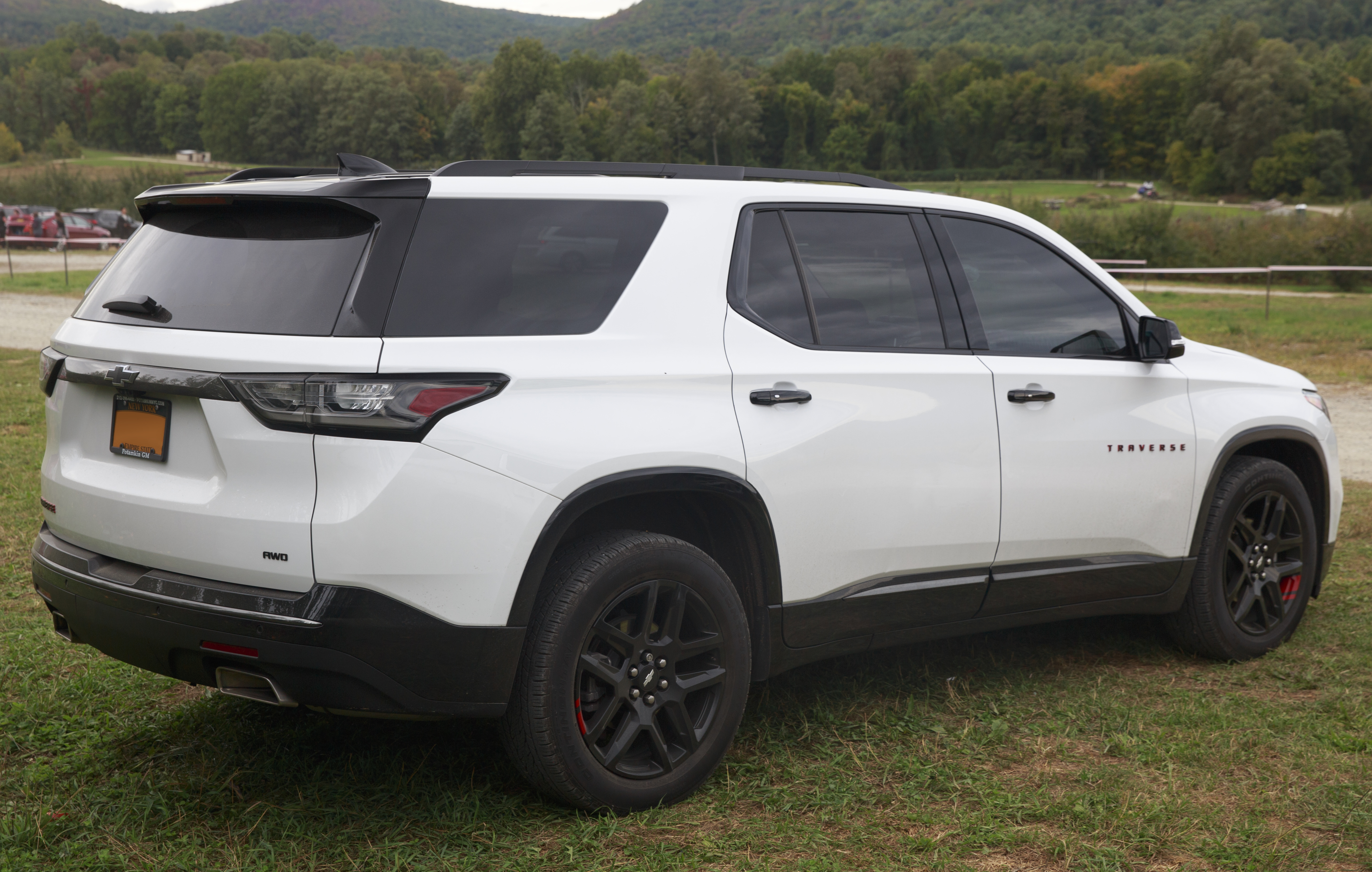
Chevrolet Traverse II

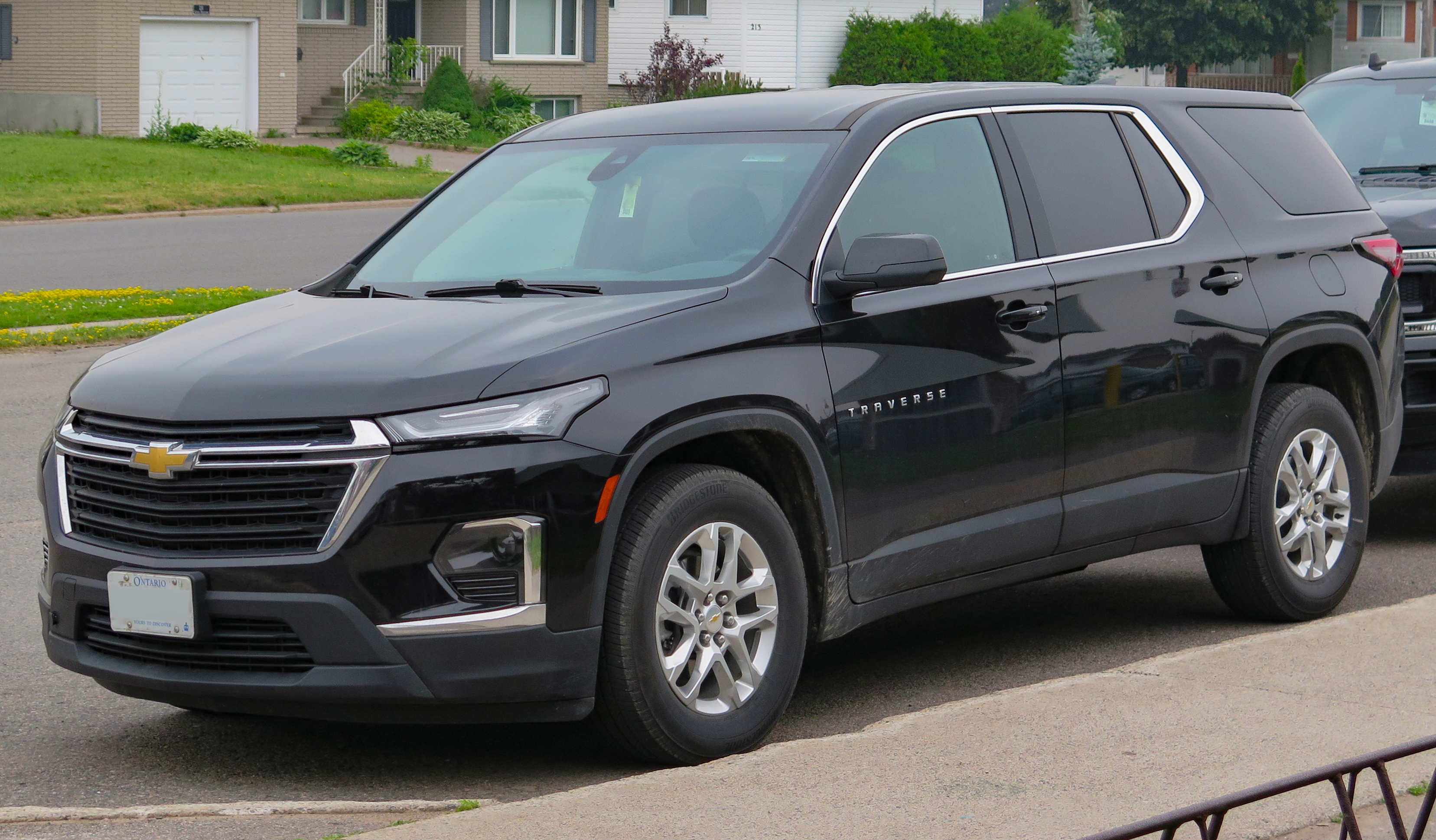
Chevrolet Traverse II (з 2021)

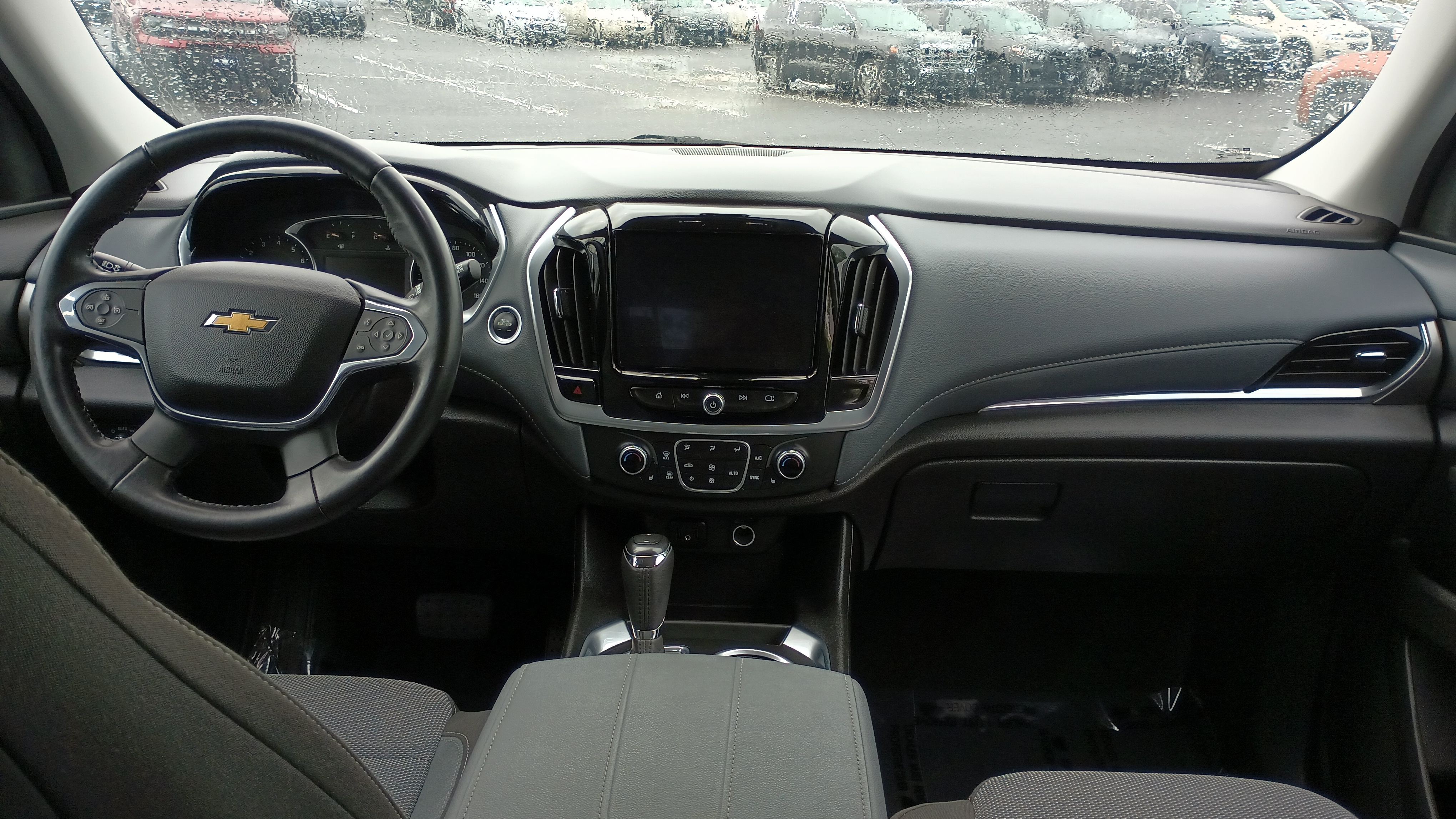

На автосалоні в Детройті в січні 2017 року дебютував Chevrolet Traverse другого покоління, збудований на платформі C1XX. Автомобіль отримав новий кузов завдовжки 5189 мм і двигуни Р4 2,0 л (258 к.с., 400 Нм) і V6 3,6 л потужністю 308 к.с., крутним моментом 351 Нм, що працюють в парі з 6-ст. АКПП та переднім або повним приводом. Автомобіль отримав фари D-Optic з природним денним світлом. 
Traverse 2020 року отримала високі рейтинги надійності за результатами краш-тестів. Про безпеку дбають функція нагадування про перевірку задніх сидінь, камера заднього виду, система «Teen Drive», яка дозволяє встановити ліміт швидкості і гучності та контролювати динаміку. Новинкою 2020 року стала функція нагадування про ремені. Доступними елементами безпеки стали адаптивний круїз-контроль, система камер кругового огляду, попередження про можливе зіткнення, автоматичне екстрене гальмування, виявлення пішоходів, попередження про виїзд за межі смуги руху, моніторинг сліпих зон, допомога руху по смузі, задні сенсори паркування і попередження про перехресний рух позаду.
Chevrolet Traverse пропонує багажник об'ємом 650 л. Вантажний простір збільшиться до 1635 л, якщо скласти сидіння третього ряду, та до 2780 л, якщо скласти другий та третій ряди сидінь. 
У 2022 році Chevrolet оновив Traverse: змінив дизайн передньої та задньої оптики, додав до інформаційно-розважальної системи бездротові Android Auto та Apple CarPlay, а також зробив стандартним набір функцій безпеки Chevrolet Safety Assist.  

### Двигуни
- 3.6 л LFY V6 308 к.с., 351 Нм
- 2.0 л LTG turbo I4 258 к.с., 400 Нм

## Третє покоління (з 2023)

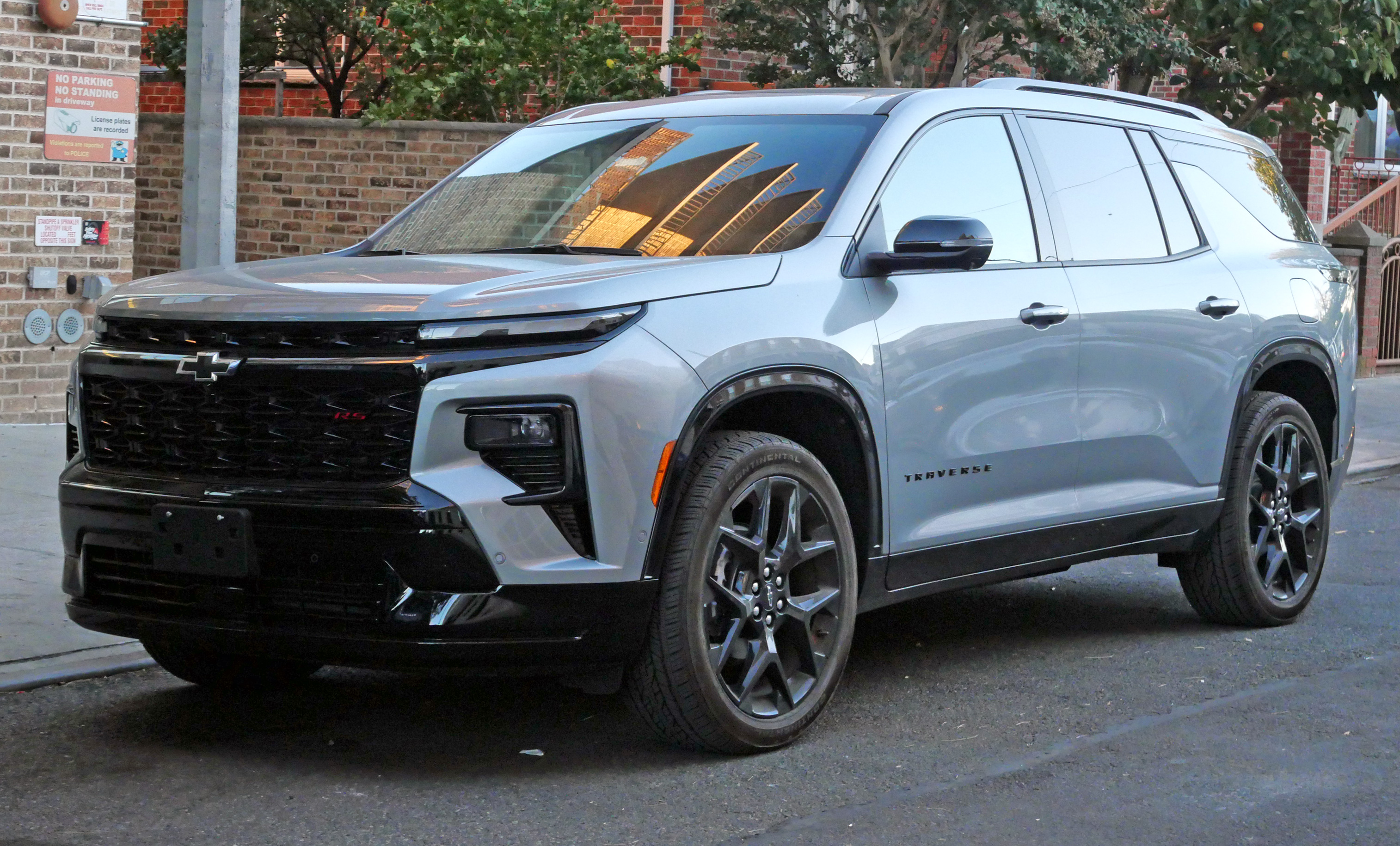
Chevrolet Traverse III (з 2024)

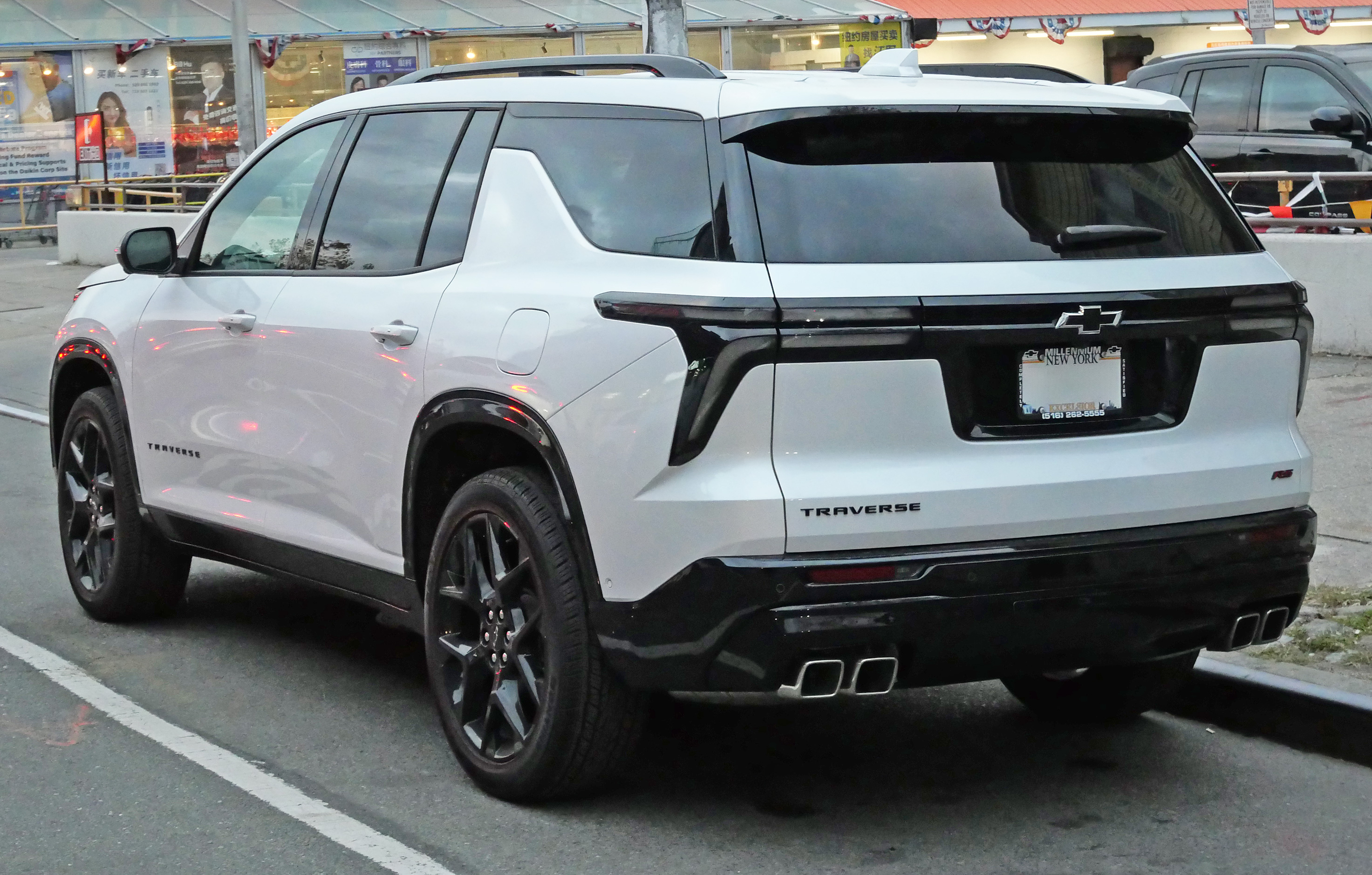

19 липня 2023 року дебютував Traverse третього покоління, що збодований на платформі C1XX-2.

### Двигун
- 2.5 L LK0 turbo I4 319 к.с. 430 Нм

## Продажі в США
| Рік  | Продажі |
| ---- | ------- |
| 2008 | 9,456   |
| 2009 | 91,074  |
| 2010 | 106,744 |
| 2011 | 107,131 |